# 言わないけどね。
「言わないけどね。」は、日本の女性シンガーソングライター、大原ゆい子の5thシングルである。2018年2月14日にTOHO animation RECORDSから発売された。

## 概要
表題曲はテレビアニメ『からかい上手の高木さん』のオープニングテーマに起用された。作詞・作曲は大原ゆい子。販売形態はアーティスト盤とアニメ盤の2つの仕様があり、それぞれ異なるカップリング曲が収録されている。またアーティスト盤の撮り下ろしジャケットに対し、アニメ盤はテレビアニメの描き下ろしジャケットとなっているが、紙飛行機のモチーフを使うことで両者の世界観との間にリンクを持たせている。シングルの発売に先駆けてTVサイズが2017年12月9日から配信され、ミュージックビデオはショートバージョン、フルサイズバージョン、アニメバージョンの3パターンが公開されている。
『からかい上手の高木さん』のオープニングテーマの話が来たとき、すでに原作を愛読していた大原は驚き、「まさか！」と思ったという。大原は制作に際し、『リトルウィッチアカデミア』や『宝石の国』の楽曲を担当した経験を踏まえて、アニメスタッフと方向性について話し合うことから始めている。表題曲はこれまでとは一線を画するポップかつキュートなものとなっているが、もともとポップな曲を作り、歌うことは大原の好むところであり、大原のそうした一面が現れた楽曲となっている。

## 収録曲

### アーティスト盤
| 全作詞・作曲: 大原ゆい子、全編曲: 吉田穣。 |                                    |            |            |      |
| #                                          | タイトル                           | 作詞       | 作曲・編曲 | 時間 |
| 1.                                         | 「言わないけどね。」               | 大原ゆい子 | 大原ゆい子 | 4:34 |
| 2.                                         | 「木星バット」                     | 大原ゆい子 | 大原ゆい子 | 5:58 |
| 3.                                         | 「言わないけどね。」(Instrumental) | 大原ゆい子 | 大原ゆい子 | 4:33 |
| 4.                                         | 「木星バット」(Instrumental)       | 大原ゆい子 | 大原ゆい子 | 5:54 |
| 合計時間:                                  | 合計時間:                          | 20:59      |            |      |

### アニメ盤
| 全作詞・作曲: 大原ゆい子。 |                                    |            |            |          |      |
| #                          | タイトル                           | 作詞       | 作曲・編曲 | 編曲     | 時間 |
| 1.                         | 「言わないけどね。」               | 大原ゆい子 | 大原ゆい子 |          | 4:34 |
| 2.                         | 「旅立ちの風」                     | 大原ゆい子 | 大原ゆい子 | 福富雅之 | 6:05 |
| 3.                         | 「言わないけどね。」(Instrumental) | 大原ゆい子 | 大原ゆい子 |          | 4:33 |
| 4.                         | 「旅立ちの風」(Instrumental)       | 大原ゆい子 | 大原ゆい子 |          | 6:01 |
| 合計時間:                  | 合計時間:                          | 合計時間:  | 21:13      |          |      |

### TVサイズ
| 全作詞・作曲: 大原ゆい子。 |                               |            |            |      |
| #                          | タイトル                      | 作詞       | 作曲・編曲 | 時間 |
| 1.                         | 「言わないけどね。」(TV size) | 大原ゆい子 | 大原ゆい子 | 1:29 |
| 合計時間:                  | 合計時間:                     | 1:29       |            |      |

## 収録アルバム
| 曲名             | アルバム                 | 発売日        | 備考               |
| ---------------- | ------------------------ | ------------- | ------------------ |
| 言わないけどね。 | 『星に名前をつけるとき』 | 2019年9月25日 | オリジナルアルバム |